# Діаголон
«Діаголон» — канадська праворадикальна організація, заснована подкастером Джеремі Маккензі. Бюро з боротьби з тероризмом Державного департаменту США назвало організацію ультраправою екстремістською групою. Про організацію згадувалося в новинах про протест канадського конвою свободи.

## Організація та цілі
Діаголон — це права, ультраправа, екстремістська мережа ополчення з відділеннями по всій Канаді. У звіті Палати громад Канади її назвали «насильницькою екстремістською організацією». Згідно з Канадською мережею боротьби з ненавистю, «неофашистське ополчення» вважає, що «насильницька революція наближається», і є «акселераційним рухом, який вважає революцію неминучою та необхідною для краху чинної урядової системи».
Співробітник Diagolon Алекс Вріенд просував неонацистський пропагандистський фільм «Європа: Остання битва» у чатах. Барбара Перрі, директорка Центру ненависті, упереджень та екстремізму Технічного університету Онтаріо, описала амбіції Діаголон створити «білу етнонаціоналістичну державу» як отруєння іронією з метою нормалізації ненависницької риторики за допомогою гумору. Девіз групи — «зброя або мотузка».

## Історія
За даними Канадської мережі боротьби з ненавистю, група виникла з «Плейд Армії».
Прапор групи бачили на протесті канадського конвою свободи в Оттаві. Повідомляється, що один бронежилет, вилучений разом зі зброєю та боєприпасами на території підозрюваного у змові у вбивстві під час блокування протестом прикордонного переходу Світграсс-Куттс, мав нашивку «Діаголон». У лютому 2023 року Пол Руло у своєму звіті після розгляду Комісією з надзвичайних ситуацій громадського порядку застосування Закону про надзвичайні ситуації назвав присутність Діаголона на протестах в Оттаві та Куттсі «найбільш тривожним зв'язком між місцями протестів».
У 2022 році П'єр Пуальєвр назвав учасників Diagolon «невдахами» та «негідниками» після того, як вони запропонували зґвалтувати його дружину Анаїду Пуальєвр у подкасті. Раніше Пуальєвр фотографували, коли вона потискала руку Джеремі Маккензі. Міністр громадської безпеки Марко Мендічіно заявив, що Королівська канадська кінна поліція «переглядає» заяву про зґвалтування. Попри це, у 2024 році Пуальєвр залишав будинок на колесах із зображенням прапора Діаголон на дверях, коли його знімали на відео під час участі в протесті у стилі колони на кордоні Нової Шотландії та Нью-Брансвіка.  Він би схвалив цей протест як «добрий, старомодний канадський податковий бунт».